# واشنطن تراس
واشنطن تراس (يوتا) (بالإنجليزية: Washington Terrace, Utah)‏ هي مدينة تقع في الولايات المتحدة في مقاطعة ويبير، يوتا. يقدر عدد سكانها بـ 9,147 نسمة ومساحتها 4.9 كم2 وترتفع عن سطح البحر 1,405 متر.

## التركيبة السكانية
حدّد مكتب تعداد الولايات المتحدة بيانات التركيبة السكانية لواشنطن تراس في تعداد الولايات المتحدة. في ما يلي، التركيبة السكانية حسب تعدادي 2000 و2010.

### تعداد عام 2000
بلغ عدد سكان واشنطن تراس 8,551 نسمة بحسب تعداد عام 2000، وبلغ عدد الأسر 3,019 أسرة وعدد العائلات 2,268 عائلة مقيمة في المدينة. في حين سجلت الكثافة السكانية 1,619.5 نسمة لكل كيلومتر مربع (4,194.5/ميل2). وبلغ عدد الوحدات السكنية 3,162 وحدة بمتوسط كثافة قدره 598.9 لكل كيلومتر مربع (1,551.1/ميل2).
وتوزع التركيب العرقي للمدينة بنسبة 89.43% من البيض و2.25% من الأمريكيين الأفارقة و0.57% من الأمريكيين الأصليين و1.19% من الأمريكيين ذوي الأصول الآسيوية و0.35% من سكان جزر المحيط الهادئ و3.93% من الأعراق الأخرى و2.28% من عرقين مختلطين أو أكثر و7.88% من الهسبانيون أو اللاتينيون من أي عرق.
بلغ عدد الأسر 3,019 أسرة كانت نسبة 39.8% منها لديها أطفال تحت سن الثامنة عشر تعيش معهم، وبلغت نسبة الأزواج القاطنين مع بعضهم البعض 56.7% من أصل المجموع الكلي للأسر، ونسبة 13.4% من الأسر كان لديها معيلات من الإناث دون وجود شريك،  بينما كانت نسبة 5% من الأسر لديها معيلون من الذكور دون وجود شريكة وكانت نسبة 24.9% من غير العائلات. تألفت نسبة 20.9% من أصل جميع الأسر من عدة أفراد يعيشون في نفس المنزل ونسبة 10.1% كانت تتألف من شخص يعيش بمفرده يبلغ من العمر 65 عاماً أو أكثر. وبلغ متوسط حجم الأسرة المعيشية 2.77، أما متوسط حجم العائلات فبلغ 3.21.
بلغ العمر الوسطي للسكان 30.6 عاماً. وكانت نسبة 27.9% من القاطنين تحت سن الثامنة عشر، وكانت نسبة 13.7% بين الثامنة عشر والرابعة والعشرين عاماً، ونسبة 24.8% كانت واقعةً في الفئة العمرية ما بين الخامسة والعشرين والرابعة والأربعين عاماً، ونسبة 18.1% كانت ما بين الخامسة والأربعين والرابعة والستين، ونسبة 13.4% كانت ضمن فئة الخامسة والستين عاماً فما فوق. يوجد لكل 100 أنثى 97.2 ذكر، ويوجد لكل 100 أنثى في الثامنة عشر من عمرها فما فوق 90.8 ذكر.
بلغ متوسط دخل الأسرة في المدينة 42,243 دولارًا، أما متوسط دخل العائلة فبلغ 47,332 دولارًا. وكان متوسط دخل الذكور 35,938 دولارًا مقابل 26,406 دولارًا للإناث. وسجل دخل الفرد الخاص بالمدينة 17,240 دولارًا. وكانت نسبة 5.5% من العائلات ونسبة 7.9% من السكان تحت خط الفقر، وكان من هؤلاء نسبة 11.3% تحت سن الثامنة عشر ونسبة 3.4% في الخامسة والستين من العمر وما فوق.

### تعداد عام 2010
بلغ عدد سكان واشنطن تراس 9,067 نسمة بحسب تعداد عام 2010، وبلغ عدد الأسر 3,327 أسرة وعدد العائلات 2,343 عائلة مقيمة في المدينة. في حين سجلت الكثافة السكانية 1,717.2 نسمة لكل كيلومتر مربع (4,447.5/ميل2). وبلغ عدد الوحدات السكنية 3,462 وحدة بمتوسط كثافة قدره 655.7 لكل كيلومتر مربع (1,698.3/ميل2).
وتوزع التركيب العرقي للمدينة بنسبة 86.88% من البيض و2.06% من الأمريكيين الأفارقة و0.73% من الأمريكيين الأصليين و1.28% من الأمريكيين ذوي الأصول الآسيوية و0.34% من سكان جزر المحيط الهادئ و6.01% من الأعراق الأخرى و2.70% من عرقين مختلطين أو أكثر و12.87% من الهسبانيون أو اللاتينيون من أي عرق.
بلغ عدد الأسر 3,327 أسرة كانت نسبة 36.2% منها لديها أطفال تحت سن الثامنة عشر تعيش معهم، وبلغت نسبة الأزواج القاطنين مع بعضهم البعض 52.2% من أصل المجموع الكلي للأسر، ونسبة 13.2% من الأسر كان لديها معيلات من الإناث دون وجود شريك،  بينما كانت نسبة 5.1% من الأسر لديها معيلون من الذكور دون وجود شريكة وكانت نسبة 29.6% من غير العائلات. تألفت نسبة 25.2% من أصل جميع الأسر من عدة أفراد يعيشون في نفس المنزل ونسبة 12.2% كانت تتألف من شخص يعيش بمفرده يبلغ من العمر 65 عاماً أو أكثر. وبلغ متوسط حجم الأسرة المعيشية 2.68، أما متوسط حجم العائلات فبلغ 3.21.
بلغ العمر الوسطي للسكان 31.1 عاماً. وكانت نسبة 27.6% من القاطنين تحت سن الثامنة عشر، وكانت نسبة 11% بين الثامنة عشر والرابعة والعشرين عاماً، ونسبة 26.6% كانت واقعةً في الفئة العمرية ما بين الخامسة والعشرين والرابعة والأربعين عاماً، ونسبة 19.8% كانت ما بين الخامسة والأربعين والرابعة والستين، ونسبة 15% كانت ضمن فئة الخامسة والستين عاماً فما فوق. وتوزع التركيب الجنسي للسكان بنسبة 48.9% ذكور و51.1% إناث.